# Râul Palanca
Râul Palanca este un curs de apă, afluent al râului Râmnicel. 